# Portada/efemèride febrer 12
Frederica Montseny
« 11 de febrer · 12 de febrer · 13 de febrer »